# Komovi
Le Komovi est un massif des Alpes dinariques situé à l'est du Monténégro. Il est situé à l'ouest du cours supérieur du Lim, à l'est de la Tara et au sud de la Drcka. Le Prokletije s'élève au sud et le Bjelasica au nord. Le massif est entouré de plateaux culminant à 1 900 mètres d'altitude. Des traces de glaciations (moraines) sont visibles dans des dépressions à l'est du massif.
Eko Katun est un complexe offrant 10 gîtes de 5 lits chacun pour le confort des randonneurs.

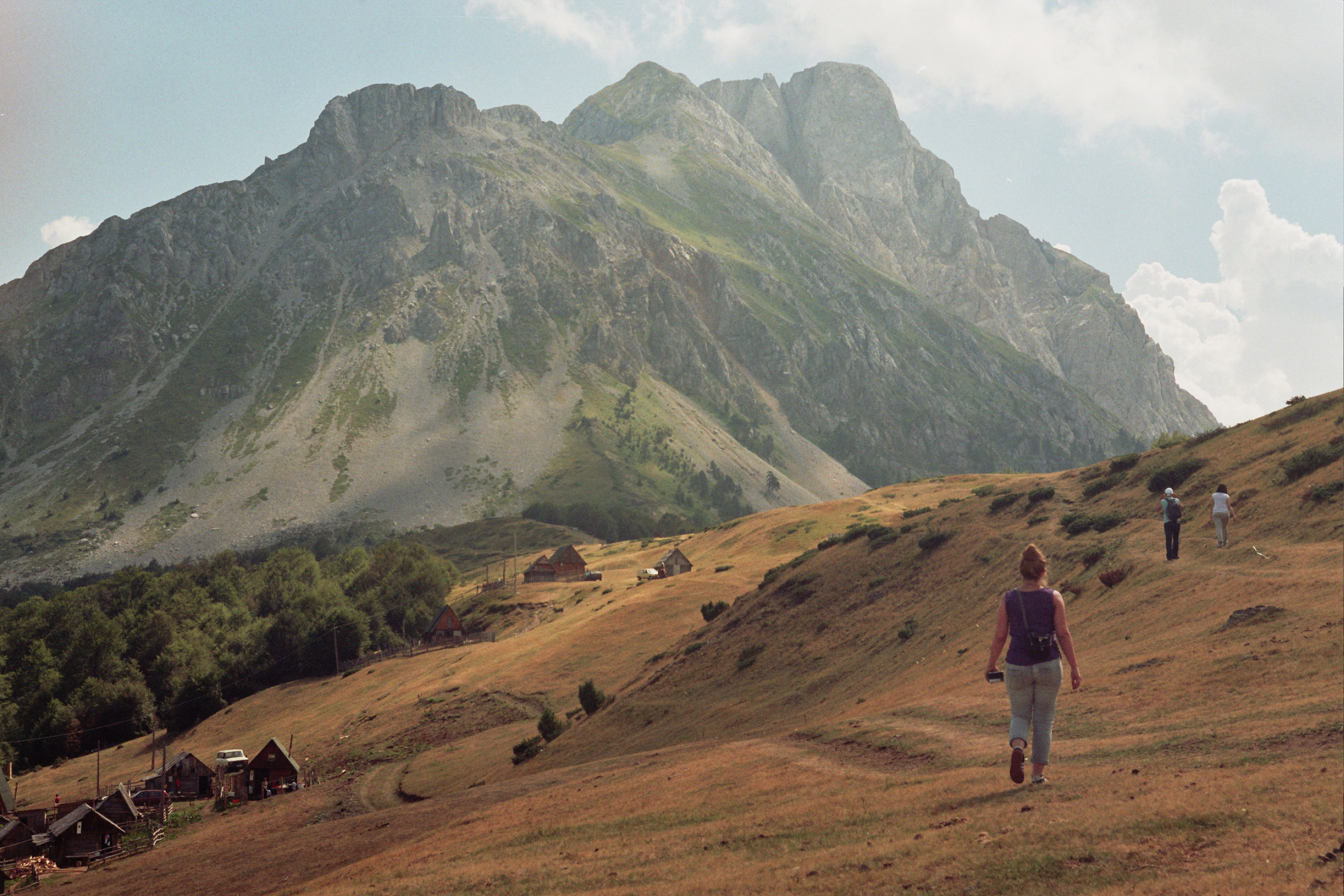
Vue dans le massif.